# Iwanowskaja (rejon totiemski)
Iwanowskaja (ros. Ивановская) – wieś w Rosji, w rejonie totiemskim obwodu wołogodzkiego. W 2010 r. liczyła 15 mieszkańców.